# Aarne Pohjonen
Aarne Anders Pohjonen (født 29. marts 1886 i Luhanka, død 22. december 1938 i Vaasa) var en finsk gymnast, som deltog under OL 1908 i London. 
Pohjonen var med på det finske hold i mangekamp ved OL i 1908. Finnerne opnåede her 405 point, hvilket var tredjebedst, mens Sverige med 438 point vandt konkurrencen, og Norge med 425 point blev nummer to.